# Piratpartiet (Sverige)
Piratpartiet (PP) är ett svenskt frihetligt politiskt parti som bildades 2006 under ledning av Rickard Falkvinge för att skydda privatlivet och begränsa immaterialrätter som hindrar kunskaps- och informationsutbyte.. Partiet var representerat i EU-parlamentet mellan 2009 och 2014, men de har aldrig haft mandat i riksdagen eller kommuner.

## Ideologi
Partiet grundades i ett engagemang för rätten till privatliv och personlig integritet, samt rätten att dela med sig av kunskap och kultur..
| ”                    | Piratpartiet tror att människor som har tillgång till fri kommunikation, kultur och kunskap växer, mår bättre och tillsammans skapar ett roligare och mänskligare samhälle för alla att leva i. Vi ser att den moderna informationstekniken öppnar nya möjligheter för människor att själva ta makten över sina liv och vara med och påverka samhällsutvecklingen. Vi ser hur ett friare informationsflöde gör att både tankar, kulturellt skapande och ekonomin kan växa. | „ |
| – 4:e principprogram | |   |

Piratpartiet bekänner sig som ett frihetligt och framstegsvänligt parti, drivna av piratideologin, som vill stärka den personliga integriteten, främja AI-utvecklingen och arbeta för mer transparens och anti-korruption.

## Politiskt program
Inför riksdagsvalet 2010 tog partiet inte ställning i andra frågor än upphovsrätt och personlig integritet, och de kunde därför betraktas som ett enfrågeparti. Efter 2010 började partiet bredda sin politik. Ett nytt principprogram började formuleras  2011, och baserat på det antogs nya partiprogram om bland annat skola, forskning och sjukvård vid vårmötet 2012. Sedan dess har fler principprogram antagits, det senaste 2021.
Partiet har på senare år drivit frihetsfrågor som basinkomst, en human drogpolitik, legalisering av cannabis, HBTQ-frågor, AI-frågor och anti-korruption.

### Demokrati och yttrandefrihet
Piratpartiet vill bevara ett öppet internet och göra digitaliseringen till ett verktyg för personlig kreativitet, samverkan och demokratisk kontroll av myndigheter.
Vad gäller upphovsrätt förespråkar partiet en avsevärd reducering av den ekonomiska ensamrätt som idag är satt till 70 år efter upphovsmannens död. Samtidigt vill partiet släppa all icke-kommersiell delning fri, vilket betyder att filmer, fonogram och program kan kopieras fritt så länge verksamheten inte drivs kommersiellt. Partiet vill också se en kraftig modifiering av immaterialrätten (upphovsrätt och patent) med bifogade effekter (som kassettersättning), men vill inte ändra på varumärken eller mönsterskydd.
År 2012 uttryckte Richard Stallman oro för att blanda ihop de tre olika koncepten upphovsrätt, patent och varumärkesskydd. Piratpartiets grundare Rick Falkvinge kommenterade att han höll med om Stallmans kommentar om immaterialrättskonceptet.

### Jämnlikhet och mänskliga rättigheter
Piratpartiet förespråkar ett stärkt integritetsskydd för individer och de har den personliga integriteten som en kärnvärdering. De försvarar medborgarrätten i ett samhälle där lagar för massövervakning och kontroll ökar. Piratpartiet vill bland annat upphöja brevhemligheten till generell kommunikationshemlighet och tillämpa det befintliga grundlagsskyddet för privatlivet. 
Partiet är emot det av EU-domstolen ogiltigförklarade datalagringsdirektivet, som trots detta är infört i svensk lag med ett mindre undantag. De är också motståndare till massövervakning av icke misstänkta medborgare, webbleverantörernas påtvingade lagring av kundernas trafikdata, statliga trojanvirus för hemlig dataavläsning,  tilltänkta men stoppade handelsavtal som ACTA och TTIP som skulle ha gett storföretag rätt att stämma stater, IPRED-lagen som låter upphovsrättsföretag kräva tillträde till IP-adresser, FRA-lagen som medger avlyssning av all telefon- och internettrafik som passerar landgränsen, telekompaketet samt Chat Control.

## Historia

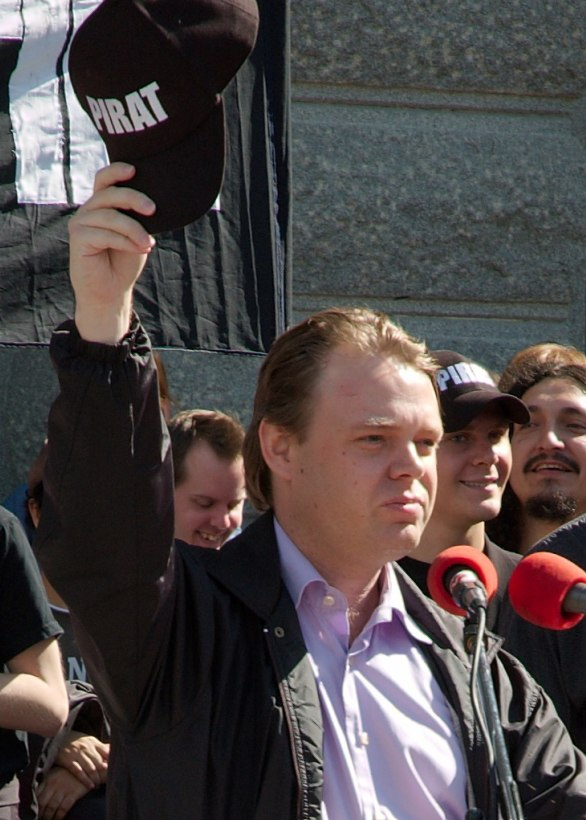
Rick Falkvinge, Piratpartiets grundare, talar vid Mynttorget i Stockholm under en demonstration i juni 2006.

### Grundandet (2006)
Den första januari 2006 skapade Rickard Falkvinge webbsidan www.piratpartiet.se, som snabbt blev välbesökt. [källa behövs]
Den 15 januari 2006 antog partiet ett preliminärt principprogram som bland annat omfattade frågor om varumärkesskydd och upphovsrätt. [källa behövs]Den 12 februari 2006 antog partiet sedan en slutlig version av principprogrammet. [källa behövs]Den 15 februari registrerades partiet formellt hos Valmyndigheten.

### De tidiga åren (2006-2009)

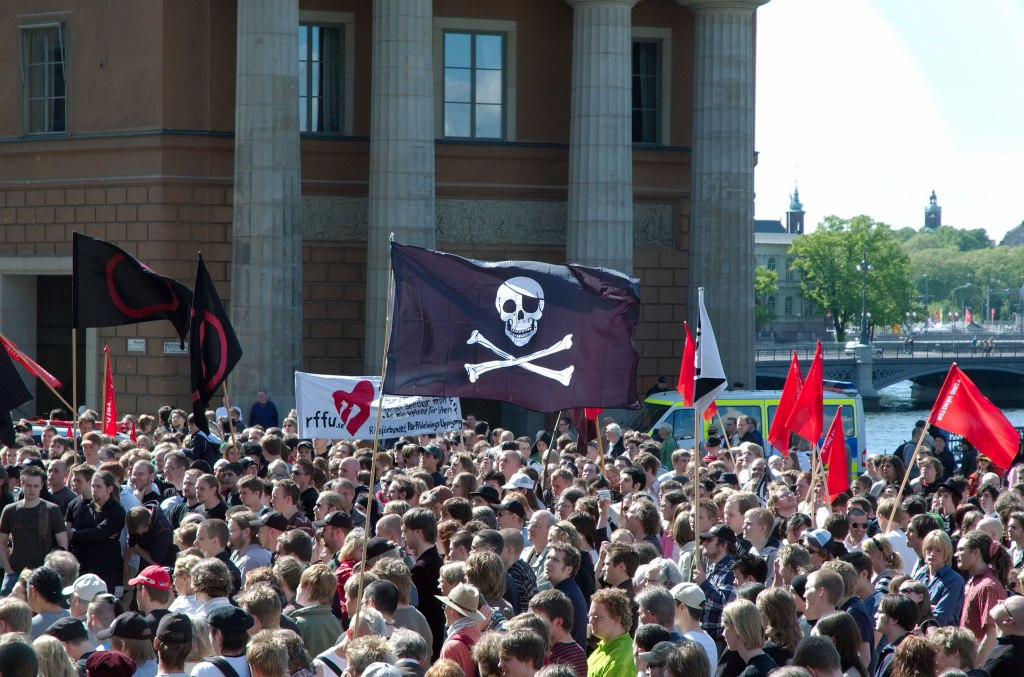
Demonstration i Stockholm den 3 juni 2006 efter polisrazzian mot PRQ.

I maj 2006 fick partiet fick betydande uppmärksamhet och stöd efter en polisrazzia mot webhotellet PRQ och fildelningssajten The Pirate Bay, vilken skedde efter påtryckningar från USA. Det ledde till en livlig debatt om Internet och partiets medlemsantal steg kraftigt.
I riksdagsvalet 2006 fick Piratpartiet 34 918 röster (0,63 procent), vilket gjorde dem till det tredje största partiet utanför Sveriges riksdag.
Våren och sommaren 2008 debatterades FRA-lagen mycket i svensk media. Den samlade kritiken från piratpartistiska webbjournaler kom att kallas en ”bloggbävning”.
I slutet av 2008, efter att regeringen lagt en omdebatterad proposition om Ipred-lagen, ökade Piratpartiets medlemsantal och de hade fler medlemmar än Miljöpartiet de gröna.

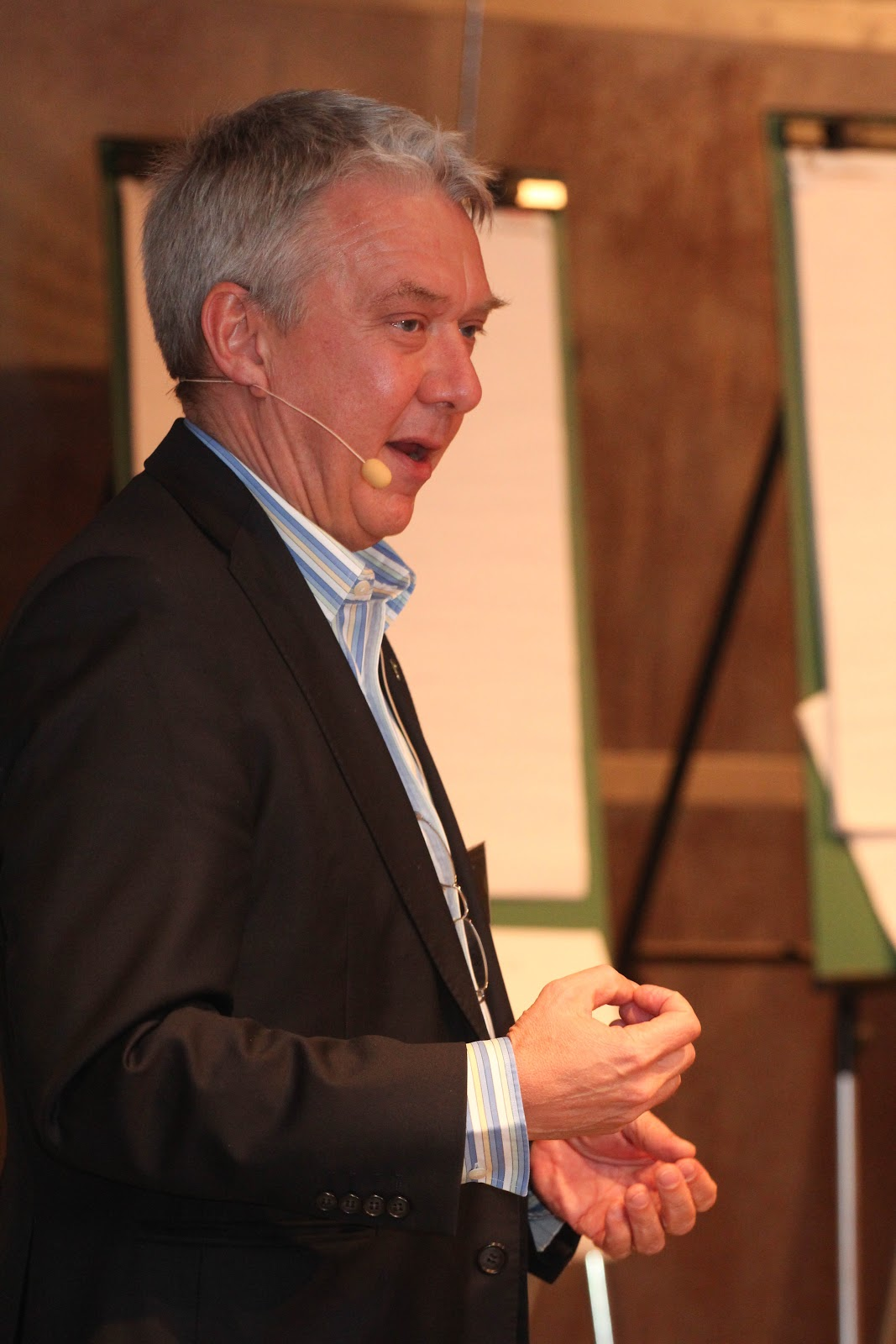
Christian Engström, Piratpartiets förste Europaparlamentariker (2009-2014), november 2012.

I februari 2009 pågick rättegången mot The Pirate Bay och IPRED godkändes i riksdagen. Flera medlemmar i Piratpartiet skrev och publicerade webbjournalinlägg samtidigt som Pirate Bay-rättegångens huvudförhandling pågick[källa behövs]. I samband med den fällande domen 17 april 2009 ökade partiets medlemsantal igen. Den 18 april anordnade Piratpartiet demonstrationer i Stockholm, Karlstad och Lund mot domslutet.[källa behövs]
I april uppmärksammade flera medier att partiet kunde få mandat i Europaparlamentet och i det nära förestående allmänna valet. I skolvalet 2009 fick Piratpartiet 19,1 procent av alla röster vilket var fler än något annat parti.

### EU-parlamentet (2009-2014)
I Europaparlamentsvalet 2009 fick partiet 7,1 procent av rösterna. Partiet fick därmed ett mandat i Europaparlamentet, vilket besattes av Christian Engström.Piratpartiet gick med i den gröna gruppen i Europaparlamentet.  Engström röstade för telekompaketet efter att ha varit med och drivit igenom tillägg 138.
Den 18 maj 2010 började partiet leverera Internet till The Pirate Bay.
Den 18 mars 2010 gick en ersättare i Skåne läns landstingssfullmäktige (regionfullmäktige), som blivit invald för Folkpartiet liberalerna, över till Piratpartiet.
I april antogs en modifierad variant av principprogrammet.
I riksdagsvalet 2010 fick Piratpartiet 0,65 procent av rösterna, en ökning med 0,02 procentenheter i jämförelse med valet 2006. Piratpartiet blev därmed det största partiet utanför riksdagen.

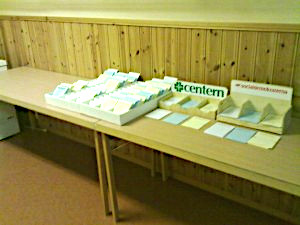
Bild från Anna Trobergs blogg visande hur Centerpartiet och Socialdemokraterna tillhandahållit egna valsedelslådor i Sjulsmark, Piteå kommun.

Valdagen den 19 september menade bland andra Anna Troberg från Piratpartiet att flera partier och vallokaler använt valfusk gentemot mindre partier som Piratpartiet och Feministiskt initiativ. Det påkallade bland annat att Centerpartiet och Socialdemokraterna använt egna valsedelslådor i en vallokal (se bild), och att Piratpartiet och Feministiskt initiativ förvägrats lägga ut valsedlar på flera ställen. Kritiken gällde även att riksdagspartier hade bedrivit valpropaganda vid Stockholms Centrals vallokal på valdagen.
I ett blogginlägg dagen efter valet skrev partiledaren Rick Falkvinge att andra partier hade påverkat timingen av flera beslut i för Piratpartiet viktiga frågor och förlagt dem efter valet, som exemplevis Datalagringsdirektivet, polismetodutredningen, The-Pirate-Bay-rättegången och Acta-signeringen, vilket istället öppnat dörren för Sverigedemokraterna, "ett integritetsfientligt parti”, som i det valet tog sig in i riksdagen för första gången. Vid samma tillfälle meddelade Falkvinge att Piratpartiet skulle ställa upp både i Europaparlamentsvalet 2014 och riksdagsvalet samma år.

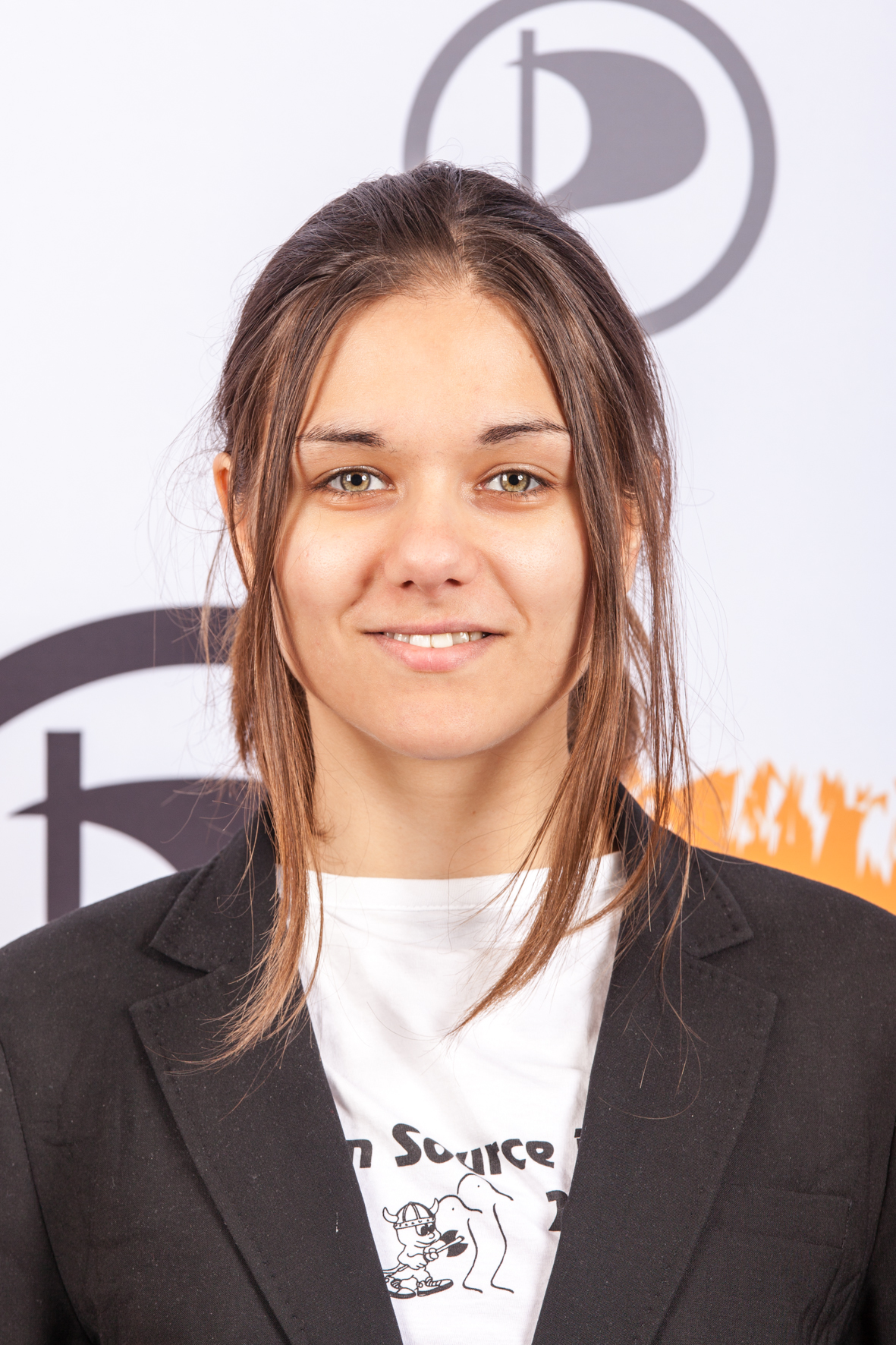
Amelia Andersdotter, Piratpartiets andra Europaparlamentariker (2011-2014).

På partiets femårsdag, den 1 januari 2011, avgick grundaren Rick Falkvinge från posten som partiledare, och Anna Troberg, tidigare vice partiordförande, blev tillförordnad partiledare. Falkvinge förklarade sin avgång med att han hade stagnerat och inte hade mer att lära och, samt att Troberg skulle vara perfekt för jobbet. Han ville i stället fokusera på ”politisk evangelism” – att resa runt i Europa och tala på konferenser inför andra piratpartier.
Piratpartisten Isak Gerson från Uppsala startade under våren 2011 den religiösa rörelsen Kopimistsamfundet, som bygger på tanken att kunskapsutbyte och fildelning är en etisk rättighet. Rörelsen ansökte om att få klassificeras som ett trossamfund, vilket krävde tre olika framställningar till kammarrätten, men i december 2011 erkände svenska staten Det Missionerande Kopimistsamfundet som ett religiöst samfund, som det första landet i världen.
Efter ratifieringen av Lissabonfördraget utökades antalet ledamöter i EU-parlamentet, och ett av Sveriges två nya mandat besattes den 1 december 2011 av Amelia Andersdotter, baserat på valresultatet från 2009.
Under partiets vårmöte i april och maj 2012 antogs version 4.0 av principprogrammet. Medan tidigare principprogram innehållit partiets sakpolitik, innehöll denna version enbart bakomliggande principer och åsikter. Partiet fattade under vårmötet beslut om att som komplement ta fram särskilda sakpolitiska program för bland annat skola, forskning och sjukvård. I april 2012 startade partiet en "breddningsblogg" dit vem som helst kunde skicka förslag på partiets framtida politik. Den 25 juni postades den 2000:e kommentaren. Breddningsarbetets nästa steg var höstmötet i oktober 2012, då partiet tog ställning i nya motioner och propositioner om framtida sakpolitik. Målet var att ha ett samlat partiprogram till valåret 2014.
Den 1 oktober 2012 genomfördes en ny polisrazzia mot webbhotellbolaget PRQ. Som resultat sänktes ett flertal fildelningssidor, enligt vissa källor dussintals och enligt andra ett femtiotal. Denna gång var målet fildelningssidan Tankafetast.com. Dagarna efter razzian fick Piratpartiet ett uppsving i medlemsantal, från 7 600 till över det dubbla på mindre än två veckor.
I december 2012 lanserade partiet tillsammans med ungdomsförbundet Ung Pirat en kampanj om Dataskyddsförordningen på www.dataskydd.net.
I februari 2013 hotade Antipiratbyrån, under sitt nya namn Rättighetsalliansen,  Piratpartiet med stämning om de inte upphörde med att leverera bandbredd till The Pirate Bay. Dagarna efter hotbrevet blev känt fick partiet hundratals nya medlemmar och aktivister. Den 26 februari meddelade Piratpartiet att man inte längre kommer att ge internetåtkomst till The Pirate Bay, istället skulle Piratpartiets systerpartier i Norge och Katalonien förse denna internetåtkomst.

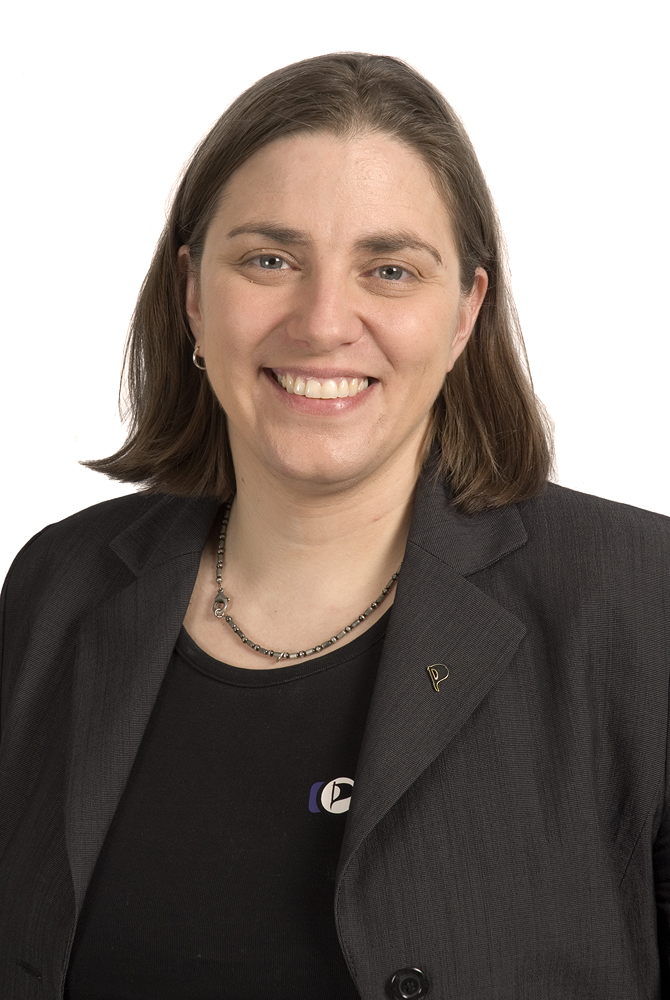
Anna Troberg, partiledare 1 januari 2011-december 2014.

På höstmötet 2013 antogs en valplan inför det kommande EU-valet, en del ny sakpolitik, och en ny styrelse valdes. Till styrelsen  valdes bland andra sittande partisekreterare Jan Lindgren, som på sin blogg sade att han skulle avgå från den positionen om han blev vald, eftersom stadgarna inte tillåter styrelseledamöter på ledningsplats. Samtidigt valdes inte partiets grundare Rick Falkvinge till en styrelsepost på första gången sedan partiets grundande 2006.
I november presenterade Piratpartiet sin kandidatlista inför Europaparlamentsvalet 2014. Listan leddes av de sittande EU-parlamentarikerna Christian Engström och Amelia Andersdotter, följda av partiledare Anna Troberg och ungdomsförbundets ordförande Gustav Nipe.
Den 25 november kungjorde partiledningen en del interna förändringar i förberedelsen inför valåret 2014. Partiledare Anna Troberg skulle främst fokusera på utåtriktat arbete, medan resterande ledning fick ökat ansvar för organisationen. Flera ändringar ägde rum gällande ansvarsområden i och utanför ledning, och vice partiledare Henrik Brändén utsågs till ny partisekreterare när Jan Lindgren gick över till ordinarie styrelseledamot vid årsskiftet till 2014. Samtidigt utannonserade partiet flera heltidstjänster inom partiet under valåret.
I december 2013 kommbinerades principprogrammet och ett antal sakprogram i ett partiprogram.

### Efter EU-parlamentet (2014-)
I EU-valet 2014 erhöll Piratpartiet 2,2 procent av rösterna och tappade därmed bägge sina mandat, samtidigt som det tyska Piratpartiet kom in för första gången med parlamentarikern Julia Reda. Inför riksdagsvalet senare samma år drev partiet de traditionella "piratfrågorna", men även idén om garanterad basinkomst. Dåvarande partiledare Anna Troberg framhöll automatiseringen som skäl för reformen, men också att arbete är mer än lönearbete och att basinkomst främjar såväl företagande som trygghet. Riksdagskandidaterna Gustav Nipe, Nathalie Ylitalo och Christian Engström var andra som lät publicera artiklar inför valet i frågan, med liknande argument.
I riksdagsvaelt 2014 backade partiet något jämfört med föregående riksdagsval, om än måttligt, till 0,43 procent. Strax efter valet meddelade partiledaren Anna Troberg, vice partiledaren Marit Deldén och partisekreteraren Henrik Brändén att de ställde sina platser till förfogande 2015. Den 3 december 2014 meddelade partiet att de kandiderade till det riksdagsval som dåvarande statsminister Stefan Löfvén hotat utlysa 2015, men som inte blev av. Kort därpå valde partistyrelsen att utse Anton Nordenfur till tillförordnad partiorganisatör med ansvar för den tidigare partiledningens interna uppgifter.
I mars 2015 ställde Piratpartiet upp på Mediedagarna i Göteborg efter en gräsrotsinsamling, och sponsrade närvaron för journalisten Glenn Greenwald, EU-parlamentarikern Julia Reda och The Pirate Bay-grundaren Peter Sunde. Piratpartiets närvaro ledde till viss diskussion i media och kritik från bland andra ordföranden för branschorganisationen Film- och TV-producenterna, som tyckte att det var "märkligt" av Mediedagarna att ta med Piratpartiet som sponsor. I samband med Mediedagarna anordnades konferensen Internet Freedom Weekend, som inkluderade talare i Piratpartiets monter på Mediedagarna samt en separat heldagskonferens med gäster som Julia Reda, Peter Sunde och Alexander Bard.
I riksdagsvalet 2018 erhöll Piratpartiet 7 326 röster (0,11 procent).
I Europaparlamentsvalet 2019 minskade Piratpartiet återigen, då man fick 0,64 procentenheter av rösterna.  På valnatten redigerade SVT bort partiets resultatstapel från Valmyndighetens redovisning "av pedagogiska skäl", något som sedan godkändes av Granskningsnämnden för Radio och TV.

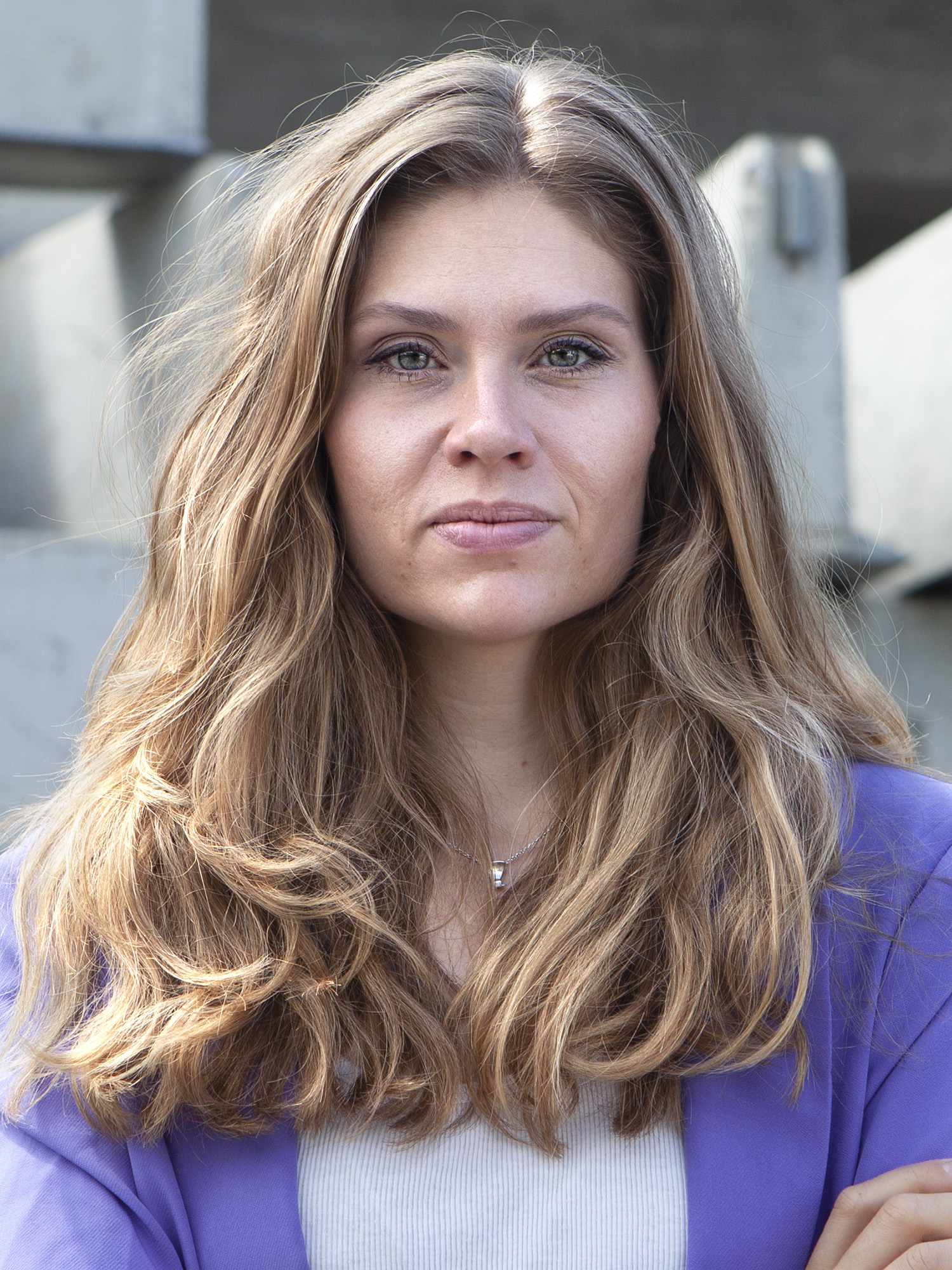
Katarina Stensson, Piratpartiets partiledare mellan 2019-2024.

I oktober 2019 utsågs fysikern och läraren Katarina Stensson till ny partiledare.
Piratdelegationen i Bryssel började publicera ett nyhetsbrev 2020.
Partiet antog ett nytt principprogram i januari 2021.
Inför riksdagsvalet 2022 ställde partiet upp med ett nytt valmanifest. Därtill ställde man upp med förtryckta listor i ett antal kommuner och regioner, som Stockholm, Lund och Örebro. I riksdagsvalet erhöll partiet 9 135 röster (0,14 procent) och de fick därmed inga mandat.
I maj och september 2023 anordnade Piratpartiet två stora demonstrationer i Stockholm mot EU-förslaget Chat Control.
Den 30 oktober 2023 kungjorde Piratpartiet sin lista inför EU-valet 2024. Listan toppades av dåvarande partiledare Katarina Stensson, följd av Mattias Bjärnemalm och Mattias Rubenson. De fick 0,37 procent av rösterna.

## Organisation

### Partisymbol
Piratpartiets officiella symbol är ett mörkt segel på en vit bakgrund, format som ett P. Seglets och partiets ursprungliga färg var svart, men har sedan ändrats till violett (”piratlila”). Det symboliserar att partiet varken är ”blått” eller ”rött” politiskt.
Namnet Piratpartiet kommer från hackarkulturens benämning på personer som kopierar upphovsrättsskyddat material. Dessa benämndes pirater, en benämning som gick igen i företeelser som piratradio och piratkopierande och sedermera Piratbyrån och The Pirate Bay. 

### Medlemmar

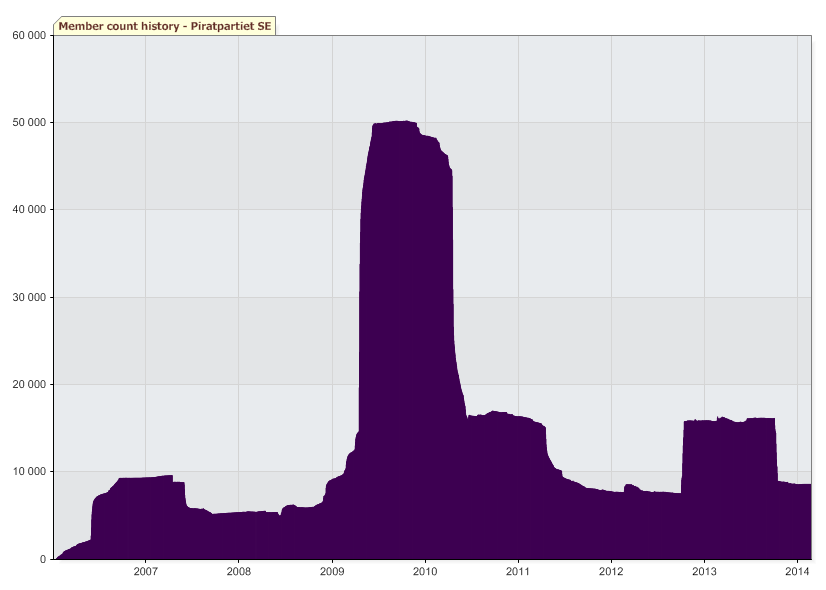
Statistik över medlemsantal mellan januari 2006 (grundandet) och maj 2014. Toppen mellan 2009 och 2010 var vid Ipred-lagen och första domen i Pirate Bay-målet. Toppen vid oktober 2012 var vid razzian mot Tankafetast.

Partiets medlemsantal har varierat kraftigt. 
Den 31 maj 2006, bara ett halvår efter att partiet grundats, ledde den stora razzian mot fildelningsjätten The Pirate Bay till en betydande medlemsökning. Redan efter ett drygt dygn hade medlemsantalet ökat med 50 procent och efter två dygn hade partiet fått över 2 000 nya medlemmar. Många av dessa valde dock året därpå att inte förnya sitt medlemskap, varpå antalet medlemmar sjönk.
År 2008 kom flera lagförslag som enligt Piratpartiet innebar kraftiga inskränkningar i den personliga integriteten, vilket fick till följd att Piratpartiets medlemsantal ökade ytterligare, särskilt i samband med den utlysta ”Gå med i Piratpartiet-dagen”. 
Våren 2009, i och med kampanjen inför Europaparlamentsvalet, Ipred-lagen och den första domen mot The Pirate Bay, ökade medlemsantalet till 45 000. Som mest har Piratpartiet haft 50 000 medlemmar, i juni 2009, då det var landets tredje största parti baserat på medlemsantal. Ett år senare lät återigen många bli att förnya sina medlemskap, och partiets medlemsantal minskade till ungefär 15 000, vilket det var fram till april 2011. Dagarna efter 2012 razzian mot webbhotellbolaget PRQ fick Piratpartiet ett uppsving i medlemsantal, från 7 600 till över det dubbla på mindre än två veckor. Den 16 december 2014 hade partiet 8 456 medlemmar.

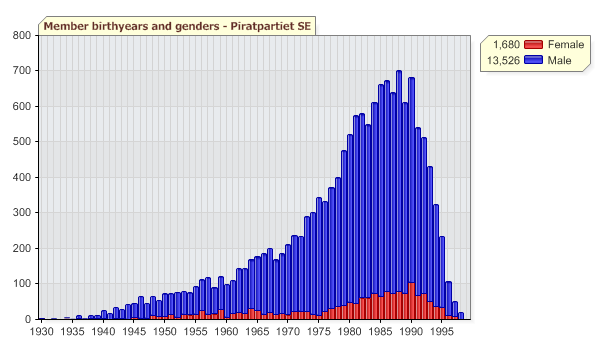
Piratpartiets medlemmars kön och födelseår (14 april 2011).

Det har påpekats att Piratpartiets medlemsantal inte går att jämföra med andra partiers då medlemsanmälan sker via Internet och att det är kostnadsfritt. Piratpartiet får dock genom frivilliga donationer in i genomsnitt 60 kronor per år och medlem. 
Att medlemskapet i Piratpartiet är kostnadsfritt är en ideologisk fråga, då de anser att medlemskap och engagemang i ett politiskt parti inte borde kosta något. Från början var det inte gratis, då partiet hade behov av pengar för att kunna sköta sin dagliga verksamhet, men denna medlemsavgift avskaffades senare till förmån för ett program av anonyma donationer, eller frivillig medlemsavgift (”Guldpirat”). En annan skilnad är att medlemskap i Piratpartiet gäller i 365 dagar från aktivering eller förnyelse och är alltså inte kopplat till kalenderår. Eftersom andra partier och förbund endast publicerar medlemsantal en gång om året, vid respektive topp den 31 december innan deras medlemskap går ut, så haltar jämförelsen något till deras fördel.

### Lokala föreningar
År 2014 fanns det godkända kommunföreningar i Helsingborg, Karlstad, Linköping, Malmö, Norrköping, Stockholm, Uppsala och Västerås, och regionföreningar i Norrbotten, Stockholms län, Värmland, Västmanland, Östergötland, Jämtland, Skåne, Södermanland, Uppsala län, Västerbotten, Kalmar och Västergötland.

### Medlemsmöten
Piratpartiets högsta beslutande organ är två medlemsmöten per år, vårmötet och höstmötet, där medlemmar tar ställning om motioner, väljer förtroendevalda, med mera. Partiet använder i mycket hög grad Internet för sitt interna arbete. Även vårmötet och höstmötet sker oftast på Internet, genom partiets forum. 

### Partiledare

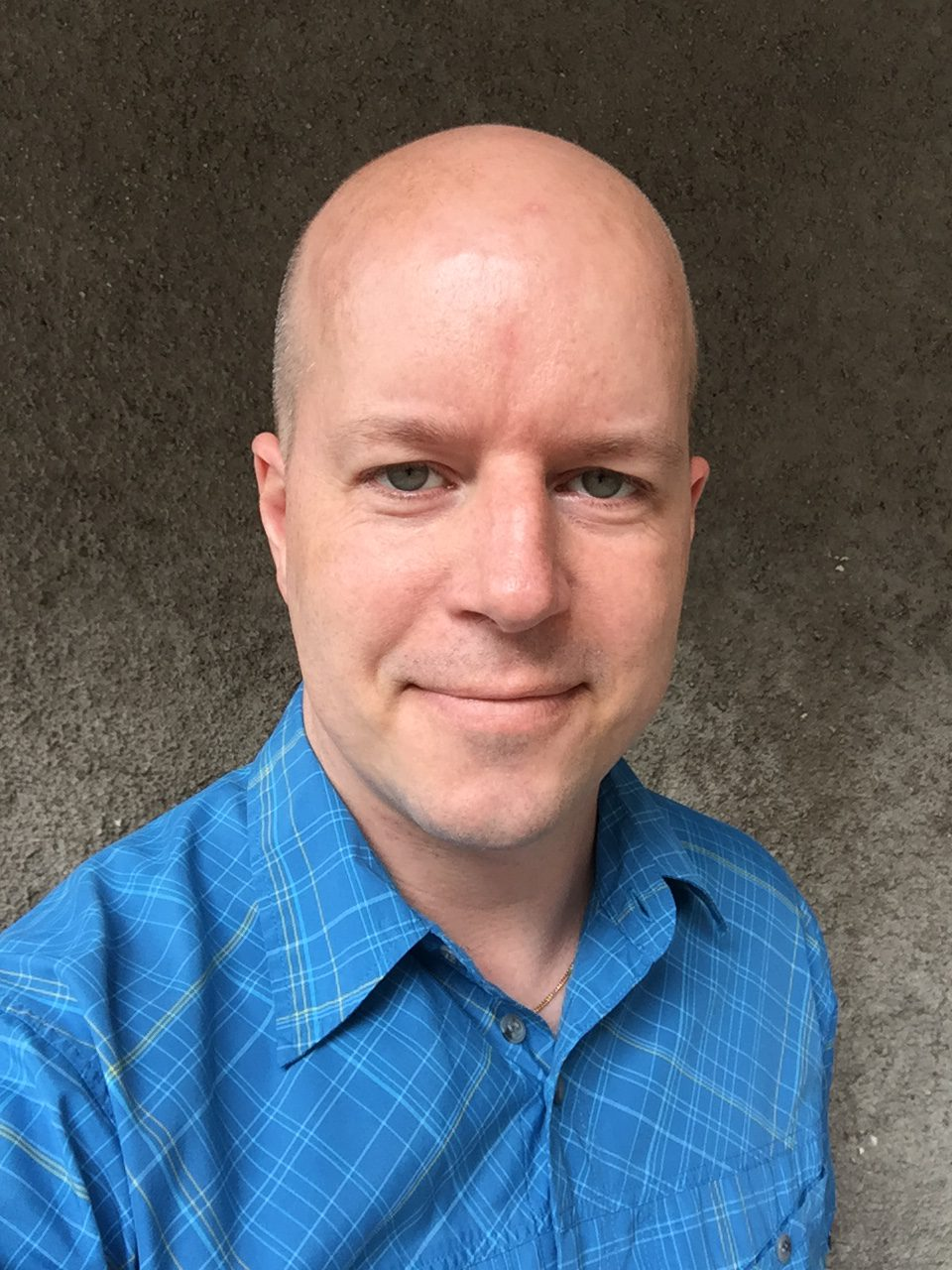
Magnus Andersson, Piratpartiets partiledare 2016-2019.

Piratpartiet har haft fem olika partiledare.
- Rick Falkvinge, 2006-2011
- Anna Troberg, 2011-2014
- Vakant, 2014-2016
- Magnus Andersson, 2016-2019
- Katarina Stensson, 2019-2024
- Mikael Enmalm, 2024-

Under en period från december 2014 och våren 2016 stod partiet utan en partiledare, efter att Anna Troberg hade avgått, då partistyrelsen inte ville stressa fram en ersättare.

### Partisekreterare
Före en stadgeändring 2011 fanns det ingen partisekreterare. Därefter har piratpartiet haft sex olika partisekreterare.
- Jan Lindgren, 2011-2014
- Henrik Brändén, 2014
- Vakant, 2015-2016
- Anton Nordenfur, 2016-2017
- Mattias Rubenson, 2017-2019
- Vakant, 2019-2020
- Mattias Rubenson, 2020-2022
- Vakant, 2022-2023
- Isabel Hernández Humbla, 2023-2024[91]
- Kevin Stenberg, 2024-[92]

### Partistyrelse
Partiets högsta beslutande organ mellan medlemsmöten är partistyrelsen, som möts minst sex gånger om året. De leder det långsiktiga strategiska arbetet. Enligt partiets stadgar är styrelsen "ett långsiktigt, beslutande och strategiskt organ för partiet och har ett kollektivt ansvar för partiets verksamhet och att medlemsmötets beslut genomförs." Styrelsen beslutar bland annat om budget.
Sex styrelseledamöter väljs av medlemmarna vid varje höstmöte för en tvåårsperiod. Inom sig väljer styrelsen en intern sammankallande samt en sekreterare.
Den som suttit med i flest styrelser är partiets grundare Rick Falkvinge, som satt i alla styrelser sedan partiets grundande till och med 2013. Andra som tidigare suttit i styrelsen är bland andra tidigare partiledare Anna Troberg och Europaparlamentariker Christian Engström.
Piratpartiets arbetsutskott (AU) ansvarar för partiets dagliga arbete. Det består av tre personer som väljs av medlemmarna – partiledaren, vice partiledaren och partisekreteraren – samt två övriga ledamöter som väljs av partistyrelsen. År 2020 bestod arbetsutskottet av Katarina Stensson, Henrik Passmark, Mattias Rubenson, Mikael Enmalm och Maj Stenmark. Två år senare, 2022, bestod AU av Katarina Stensson, Henrik Passmark, Johan Karlsson, Camilla Josephson och Alexandra Lebedeva.

## Samverkande organisationer

### Ungdomar
År 2006 bildades partiet ett politiskt ungdomsförbund, Ung Pirat. Ung Pirat blev i april 2009 Sveriges största politiska ungdomsförbund, men i oktober 2012 hade medlemskåren krympt till 4 324 vilket gjorde dem till det fjärde största ungdomsförbundet efter MUF, KDU och SSU. Ungdomsförbundets medemsantal har inte offentliggjorts sedan 2019.
Kårpartiet Piratstudenterna, med ledamöter i fullmäktige för Uppsala studentkår, ingår i Ung Pirat.

### Kvinnor
Piratpartiet har ett oberoende kvinnonätverk med namnet Nätstrumporna.

### HBTQ-förbund
På initiativ av bland andra Anton Nordenfur bildades i mars 2014 Piratpartiets HBTQ-förbund, Regnbågspiraterna. Förbundet syftar till att "skapa ett regnbågsvänligt klimat inom piratrörelsen och utgöra en plattform för påverkan inom regnbågsfrågor mot Piratpartiet, Ung Pirat och samhället. Regnbågspiraterna jobbar också för att informera och skapa diskussion inom ämnen som rör HBTQIAP och internet."

### Media
Den 27 mars 2012 gavs första numret av partiets nya nyhetsbrev Tapiren ut. Det utgavs i 14 nummer fram till maj 2013.

### Företag

#### The Pirate Bay
Piratpartiet har inga formella band till vare sig Piratbyrån eller The Pirate Bay, men har flera gånger uttryckt sitt stöd för deras verksamhet. 

#### Anonymitetstjänsten Relakks
Den 14 augusti 2006 lanserade Labs2 den kommersiella anonymitetstjänsten Relakks med officiellt uttryckt stöd från Piratpartiet.

#### PirateISP
Några medlemmar i Piratpartiet har bildat en internetleverantör, PirateISP, som tillhandahåller Internetanslutning till sina kunder i enlighet med Piratpartiets principer. Det är tänkt att en del av vinsten skall gå till att finansiera partiverksamheten. PirateISP har sedermera upphört med sin verksamhet.

### Internationella samarbeten
Det finns piratpartier i ett fyrtiotal länder. Piratpartiet i Sverige var det första att grundas och har inspirerat partibildningar i andra länder. Officiellt registrerade piratpartier finns i Belgien, Bulgarien, Kanada, Kroatien, Danmark, Finland, Frankrike, Grekland, Italien, Luxemburg, Nederländerna, Norge, Schweiz, Spanien, Storbritannien, Tjeckien, Tunisien, Tyskland, Österrike, Island och vissa delstater i USA. En del partier har vunnit kommunfullmäktigeplatser, det tyska partiet har fått plats i Berlins delstatsparlament och i EU-parlamentet. Det isländska sitter i det nationella parlamentet och har stundom varit största parti i opinionen. Det tjeckiska Piratpartiet var år 2021 landets näst största parti, med tre EU-parlamentariker och borgmästarposten i Prag. Sedan 2022 sitter partiet med i en regeringskoalition med tre ministrar. I parlamentsvalet i Luxemburg 2023 utökade piraterna sina mandat från 2 till 3.
Pirate Parties International är en samordningsorganisationen som samlar piratpartier i olika länder. Bland medlemmarna finns både officiellt registrerade partier och icke-officiella partier, såsom det i Ryssland. Det svenska Piratpartiet blev 2013 observatörsmedlem, men lämnade senare organisationen.
European Pirate Party grundades 2014 för att samla olika piratpartier i EU och hjälpa dem komma in i EU-parlamentet.
Piratpartiet har erbjudit sig att ge Wikileaks serverplats om den amerikanska staten börjar utöva påtryckning att Wikileaks ska stängas ner. Wikileaks har nu ställt sin databas under Piratpartiets skydd.

## Valresultat

### Riksdagsval
| År   | Procent      | Mandat  | Ref     |
| ---- | ------------ | ------- | ------- |
| 2006 | 0,63 procent | 0 / 349 | [ 111 ] |
| 2010 | 0,65 procent | 0 / 349 | [ 112 ] |
| 2014 | 0,43 procent | 0 / 349 | [ 113 ] |
| 2018 | 0,11 procent | 0 / 349 | [ 114 ] |
| 2022 | 0,14 procent | 0 / 349 | [ 115 ] |

I Piratpartiets första val, riksdagsvalet 2006, fick partiet 34 918 röster (0,63 procent), trots att det inte fanns några förtryckta röstsedlar med partiets namn. Partiet fick avsevärt bättre resultat i det informella Skolvalet samma år med 4,44 procent av rösterna.
I riksdagsvalet 2010 fick Piratpartiet 38 491 röster (0,65 procent), en ökning med 0,02 procentenheter jämfört med riksdagsvalet 2006. I Skolvalet 2010 fick partiet 4,54 procent, en ökning med 0,1 procentenheter.
I riksdagsvalet 2014 fick Piratpartiet 26 515 röster (0,43 procent), en minskning med 0,22 procentenheter jämfört med riksdagsvalet 2010. I Skolvalet 2014 minskade partiet till 1,99 procent.
I riksdagsvalet 2018 fick Piratpartiet 7 326 röster (0,11 procent), en minskning med 0,32 procentenheter jämfört med riksdagsvalet 2014.
I riksdagsvalet 2022 fick Piratpartiet 9 135 röster (0,14 procent), en ökning med 0,03 procentenheter jämfört med riksdagsvalet 2018. Resultatet gjorde Piratpartiet till det fjärde största partiet utanför Sveriges riksdag.

### Kommunalval
Piratpartiet har deltagit i vissa kommun- och regionval utan att få några mandat. Störst stöd har partiet haft i Umeå, Oxelösund, Linköping och Lund.
| Val  | Röster                                                                                                  | Ref |
| ---- | --- | --- |
| 2006 | Oxelösund: 49 röster (0,71%)                                                                            |     |
| 2010 | Umeå: 752 röster (1,01%), Linköping: 816 röster (0,87%), Oxelösund: 67 röster (0,9%)                    |     |
| 2014 | Lund: (1,15%), Linköping: 1122 röster (1,12%), Stockholm: 2438 röster (0,42%), Umeå: 537 röster (0,67%) |     |
| 2018 | Stockholm: 1340 röster (0,22%), Linköping: 254 röster (0,24%)                                           |     |

### EU-val
| År   | Procent      | Mandat | Ref     |
| ---- | ------------ | ------ | ------- |
| 2009 | 7,13 procent | 2 / 20 | [ 49 ]  |
| 2014 | 2,23 procent | 0 / 20 | [ 126 ] |
| 2019 | 0,64 procent | 0 / 20 | [ 80 ]  |
| 2024 | 0,37 procent | 0 / 21 | [ 127 ] |

Piratpartiets väljarstöd i Europaparlamentsvalet 2009 per kommun.
7,13 procent eller högre (rikssnittet)
4 procent eller högre (spärrgräns)
Lägre än 4 procent stöd.

I Europaparlamentsvalet 2009 fick Piratpartiet 225 915 röster vilket motsvarade 7,13 procent. Det gav partiet ett mandat till Europaparlamentet, vilket tillföll Christian Engström. Efter att ett tillägg till Lissabonfördraget utökade antalet medlemmar i EU-parlamentet 2011 fick Piratpartiet ytterligare ett mandat. Det gjorde att Amelia Andersdotter kunde tillträda som partiets andra parlamentsledamot den 1 december 2011. Partiet valde att ingå i Gröna gruppen och ledde gruppens politik relaterad till internetfrågor.
I Europaparlamentsvalet 2014 förlorade partiet sina mandat efter att ha erhållit 2,23 procent av rösterna. Därefter har representationen i Europaparlamentet bestått av piratpartister från systerpartierna i Tyskland (1 mandat 2014-2019 och 2019-2024) och Tjeckien (3 mandat 2019-2024).
I Europaparlamentsvalet 2019 fick Piratpartiet 0,64 procent av rösterna.
I Europaparlamentsvalet 2024 toppades partiets valsedel av dåvarande partiledaren Katarina Stensson. Piratpartiet erhöll 0,37 procent av rösterna. I skolavet erhöll dock Piratpartiet 3 procent. 